# Anfifilico

Schema di una micella di una sostanza anfifilica (tensioattivo). Le molecole di tensioattivo sono situate all'interfaccia delle due fasi, schematizzata con una circonferenza. La fase oleosa (ad esempio una goccia di olio) è rappresentata dal cerchio grigio, circondato dalle molecole di tensioattivo, a loro volta circondate dalla fase acquosa (in bianco).

Una molecola è detta anfifilica (anche amfifilica o anfipatica) quando contiene sia un gruppo idrofilo sia uno idrofobo. Queste caratteristiche molecolari fanno sì che le molecole anfipatiche, immerse in un liquido acquoso, tendano a formare spontaneamente un doppio strato, nel quale le teste idrofile sono rivolte verso l'esterno e le code idrofobe verso l'interno.

## Descrizione
Questa particolare composizione dà origine, ad esempio, alla membrana cellulare formata dai fosfolipidi, ovvero molecole anfipatiche. Esiste  anche un altro tipo di molecole anfipatiche, caratterizzate da una sola coda idrofoba (apolare), che tendono a formare le micelle.
La parte idrofoba consiste generalmente di una lunga catena carboniosa del tipo: CH3(CH2)n con 4 < n < 16. La parte idrofila ricade in una di queste categorie:
- Composti ionici
  - Anione, esempi ne sono:
    - Acidi grassi: R-COOH;
    - Solfati: RSO4-Na+;
    - Solfonati: RSO3-Na+.

  - Catione, in genere battericidi.
- Molecole anfotere. Ne sono esempio i fosfolipidi, maggiore costituente delle membrane biologiche.
- Molecole non cariche. Un piccolo polimero innestato ad un segmento idrofobo.
- Blocco di copolimeri.